# Václav Bernard Ambrosi
Václav Bernard Ambrosi (německy Wenzel Bernard Ambrozy, Ambrozi nebo Ambrozzi, česky také Ambrož, latinsky Ambrosius; 26. září 1725 Kutná Hora – 30. dubna 1806 Praha) byl český malíř, kreslíř, restaurátor, přísežný odhadce a znalec umění.

## Život
Václav Bernard Ambrosi se narodil v rodině Václava a Markéty Ambrožových v Kutné Hoře. V raném dětství se s rodiči přestěhoval do Prahy, kde v osmi letech přišel o otce. Studoval u jezuitů v Praze gymnázium a univerzitní přípravku filozofie. Malířství studoval nejdříve u svého bratra Josefa, který byl miniaturistou, a pokračoval školením u pražského malíře a kanovníka řádu premonstrátů na Strahově  Siarda Noseckého. Zamýšlel vstoupit do řádu jezuitů, ale nakonec se oženil a zůstal malířem pracujícím na zakázku, sběratelem a znalcem obrazů, a také uznávaným restaurátorem. 
Přátelil se s malířem Josefem Hagerem, od něhož čerpal inspiraci k žánrovým výjevům, a spolupracoval také s Josefem Redelmayerem (například na freskách zámku v Bečvárech.)
Díky svému talentu a společenským stykům byl jmenován dvorním malířem císařovny Marie Terezie. Byl posledním zvoleným představeným pražského cechu malířů před jeho zrušením císařem Josefem II. Tento císař i jeho následovník František I. Ambrosimu uznali statut dvorního malíře a znalce vývěsních štítů, registrovaného u magistrátu a u českých zemských desek.

## Rodina
- Bratr Josef Ambrozi, malíř-miniaturista, připomíná se pouze jednou k roku 1733.
- Václav Bernard Ambrosi měl s manželkou Annou tři syny:
  - Syn František Matěj Václav (1762–1815) galerista, starožitník a znalec umění, vedl svou galerii, sbírku grafiky a knihovnu v Teplicích[6]
  - Syn Anton Ambrozi (1768 – 14.5.1788 Praha), byl rovněž malíř. Podle Jána Kollára namaloval scény podle Ovidia,[7] nejspíše jeho Proměn. Jeho otec mu dal postavit náhrobek s textem:"Hic jacet Antonius Ambrozius, adolescens morum candore et artis pictoriae praestantia nulli secundus ordini naturae nimis maturae obsecundus, Die XIV May MDCCLXXXVIII aetatis suae XX.",[8] podle Dlabače na obecním novoměstském hřbitově, jímž patrně mínil hřbitov Olšanský.
  - Syn František Václav, také jen Václav Ambrozi (1799–1883), byl rovněž malíř, bydlel v otcovském domě ve Spálené ulici čp. 72/II., a 11.2.1844 se oženil s Marií Jaruschkovou[9]

## Dílo

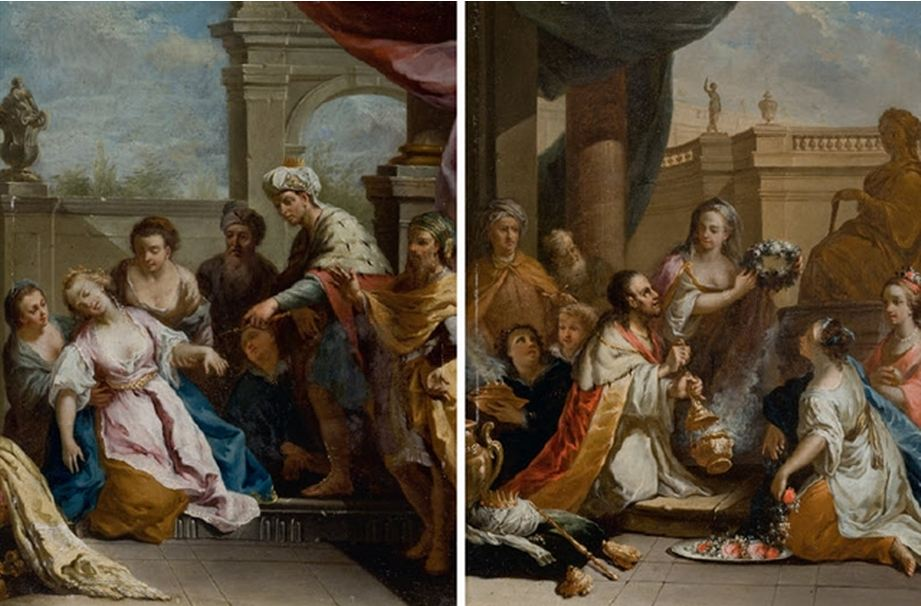
Mdloba Ester před Ahasverem a Korunování Ester, olej na mědi

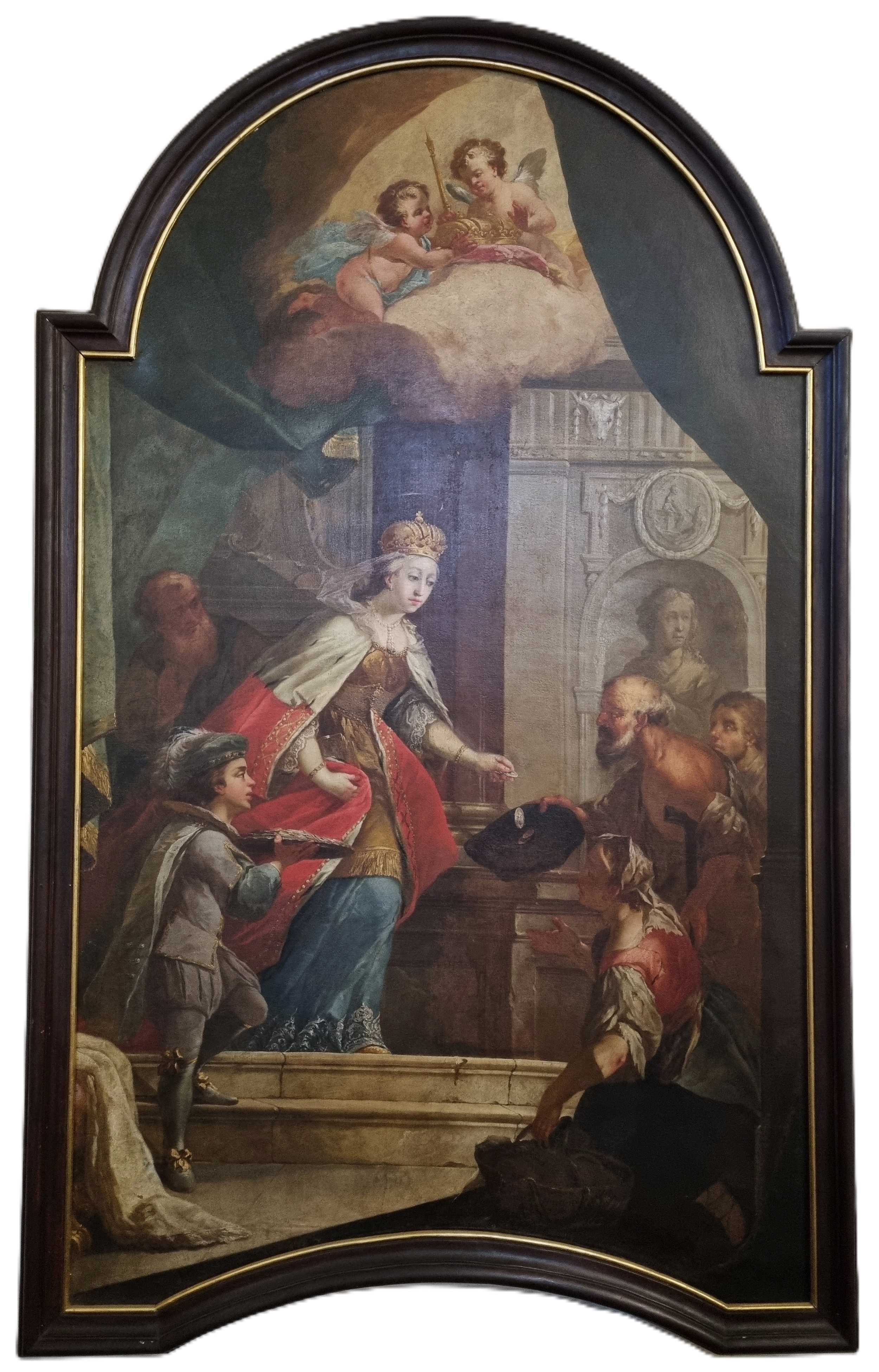
Alžběta Durynská rozdávající almužny, ze zámecké kaple v Měšicích

Ambrosi maloval portréty, oltářní obrazy a nástěnné malby, fresky. Nejlépe o jeho činnosti byl informován Bohumír Jan Dlabač, z jeho životopisného lexikonu čerpali všichni ostatní encyklopedisté. 
- Freska nad schodištěm v paláci Sylva-Taroucca  v Praze na Novém Městě, Na příkopě čp. 852/II, po roce 1766, kdy se majiteli paláce stali Nosticové.[10]
- Nedochované fresky šesti českých knížat (Přemysla Oráče, Nezamysla, Mnaty, Vojena, Vratislava a sv. Václava) [11] na fasádě mezi okny prvního patra rohového domu čp. 415/II na nároží ulic  Vyšehradské č. 9 a Na hrobci. Dům byl v asanaci zbořen, na jeho místě stojí novorenesanční dům U pěti králů z roku 1906.[12] Námět maleb bývá oceňován jako první národně obrozenecké dílo v české malbě.
- Nedochované fresky v klášteře celestinek v Praze na Novém Městě v Jindřišské ulici, zbořeném po josefínských reformách.
- oltářní obrazy a fresky pro rodinu Nosticů v zámecké kapli v Měšicích u Prahy
- oltářní obraz sv. Havla pro kostel v Brlohu
- oltářní obraz  sv. Ludvíka v Linci pro hraběte Štampacha
- Královna Ester omdlévá před Ahasverem; Královská korunovace Ester dvojice protějškových miniatur, olejomalba na mědi,  35 × 25,5 cm. aukce Berlín 2011
- votivní obrazy převážně malých formátů.

Jeho rokokový dekorativní malířský styl se blížil vrstevníkům a přátelům Josefu Hagerovi a Josefu Grundovi, v jeho stopách šel Antonín Tuvora. Inspiroval se snad i pracemi Václava Vavřince Reinera. Dlabač a podle něj Constantin von Wurzbach uvádějí, že Ambrosi maloval v benátském stylu a užíval jasné a živé barvy. Jeho obrazy mají dobrou kompozici, tváře postav jsou dobře charakterizovány, pozadí tvoří architektura.